# Phyllostegia
Phyllostegia là một chi thực vật có hoa thuộc họ bạc hà, Lamiaceae. 
Chi này có các loài sau:
- Phyllostegia hirsuta Benth.
- Phyllostegia hispida Hillebr. (Molokaʻi)
- Phyllostegia kaalaensis H.St.John (Oʻahu)
- Phyllostegia knudsenii Hillebr.
- Phyllostegia mannii Sherff
- Phyllostegia mollis Benth. (Maui, Oʻahu)
- Phyllostegia parviflora Benth.
- Phyllostegia racemosa Benth.
- Phyllostegia velutina (Sherff) H.St.John
- Phyllostegia waimeae Wawra
- Phyllostegia warshaueri H.St.John
- Phyllostegia wawrana Sherff

## Hình ảnh

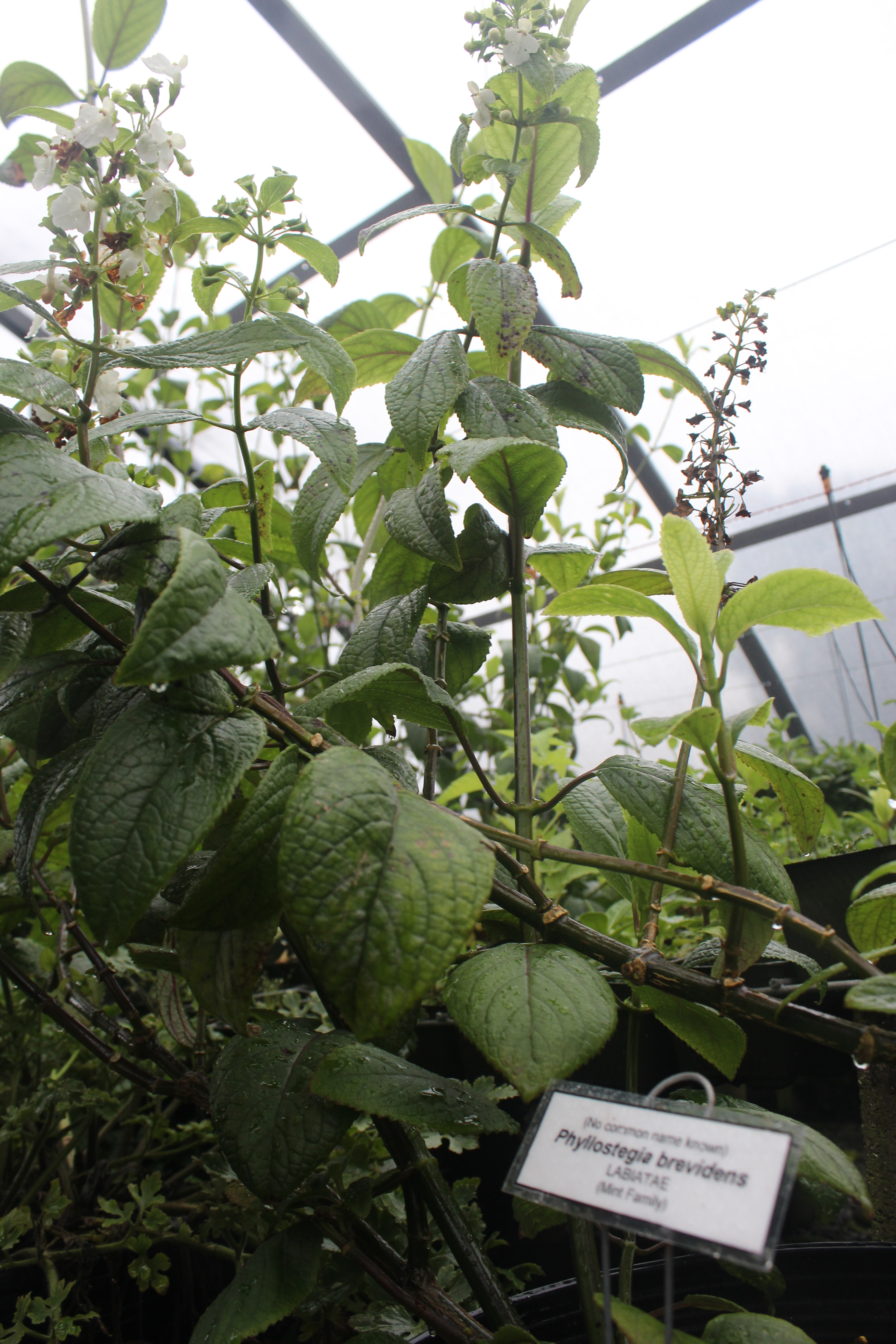
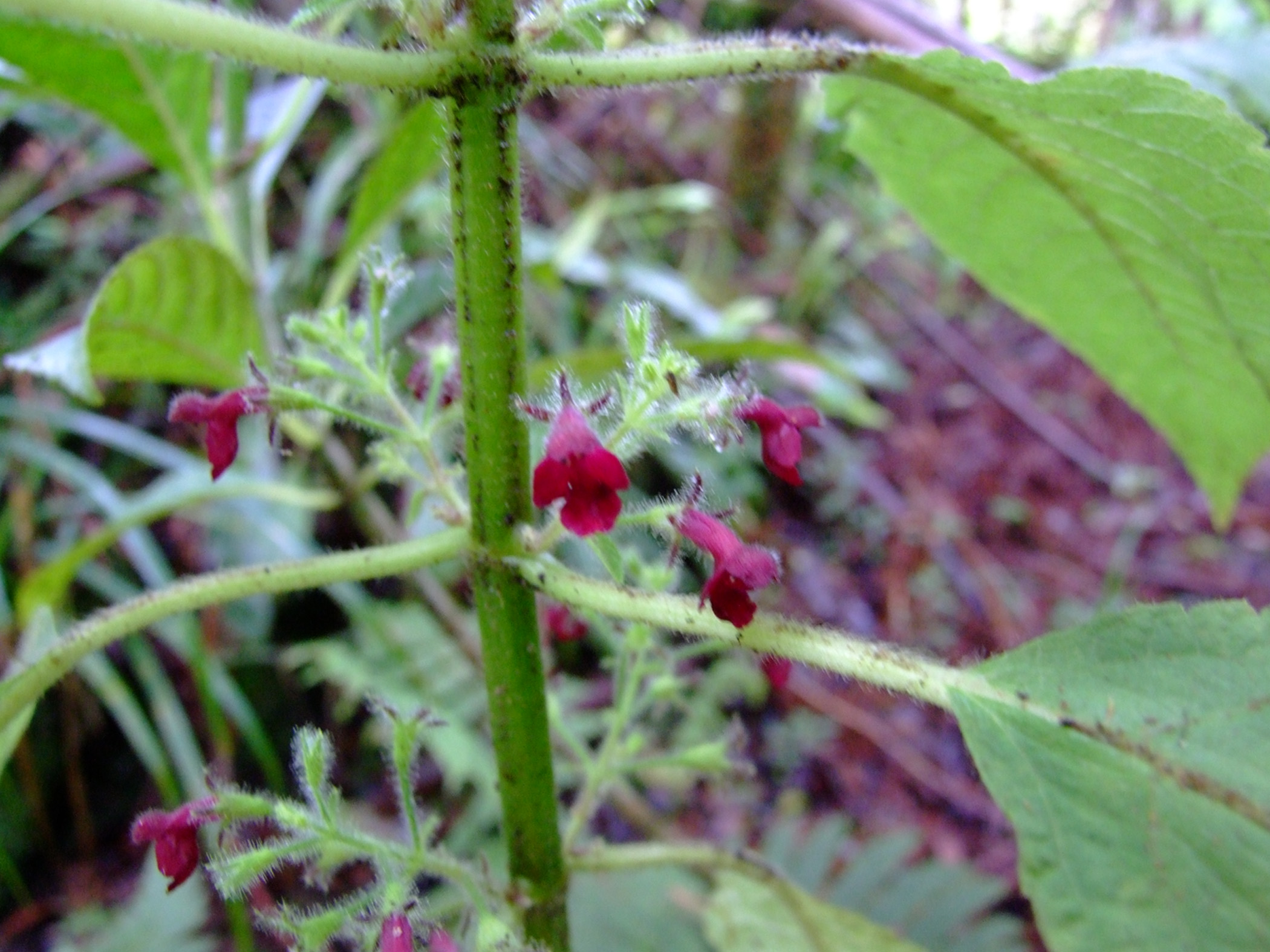
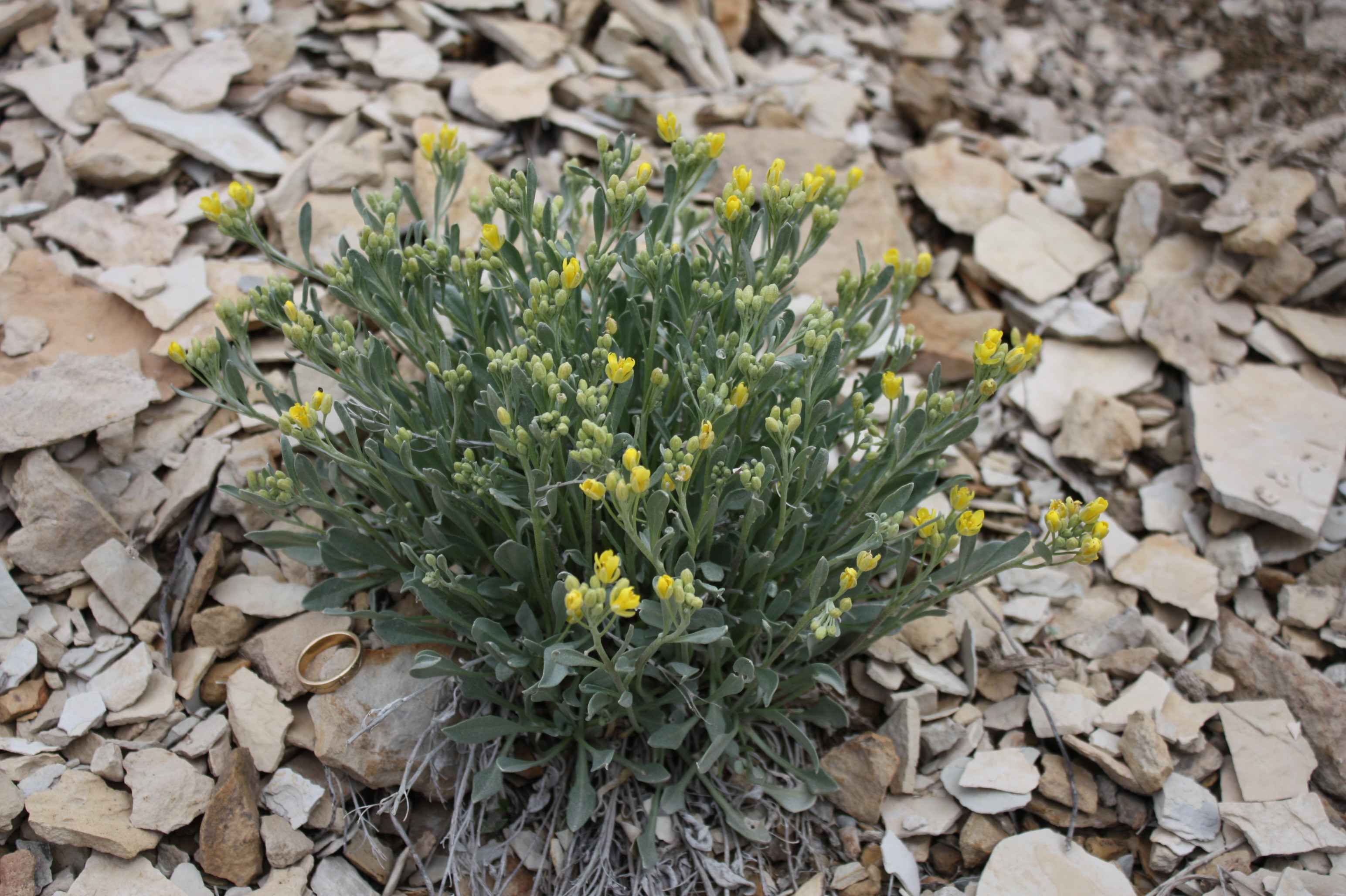